# Nikolaï Zverev
Pour les articles homonymes, voir Zverev.
Nikolaï Sergueïevitch Zverev parfois Zveref (en russe : Николай Сергеевич Зверев ; Volokolamsk, 1832 - 30 septembre 1893 (12 octobre dans le calendrier grégorien)) est un pianiste et professeur russe, connu pour ses élèves : Alexandre Siloti, Sergueï Rachmaninoff, Alexandre Scriabine, Konstantin Igoumnov, Alexandre Goldenweiser, parmi d'autres.

## Biographie
Zverev naît à Volokolamsk en 1832, dans une famille de l'aristocratie. Il fréquente l'université de Moscou et étudie les mathématiques et la physique, tout en prenant des leçons de piano d'Alexandre Dubuque (1812–1898). Il sort sans diplôme, car, héritant de la grande fortune familiale, il déménage à Saint-Pétersbourg, pour y être fonctionnaire. Il poursuit l'étude du piano à Moscou d'abord avec Alexandre Dubuque puis à Saint-Pétersbourg avec Adolph von Henselt (un élève de Hummel), qui insiste fermement sur l'importance de la pratique – base du strict régime que Zverev exigeait de ses élèves. Insatisfait du service civil, Dubuque le persuade en 1867 de revenir à Moscou pour devenir un professeur privé.
En 1870, il accepte la demande de Nikolaï Rubinstein qui lui propose d'enseigner au Conservatoire de Moscou. Il étudie également l'harmonie avec Tchaïkovski.

## Méthode d'enseignement

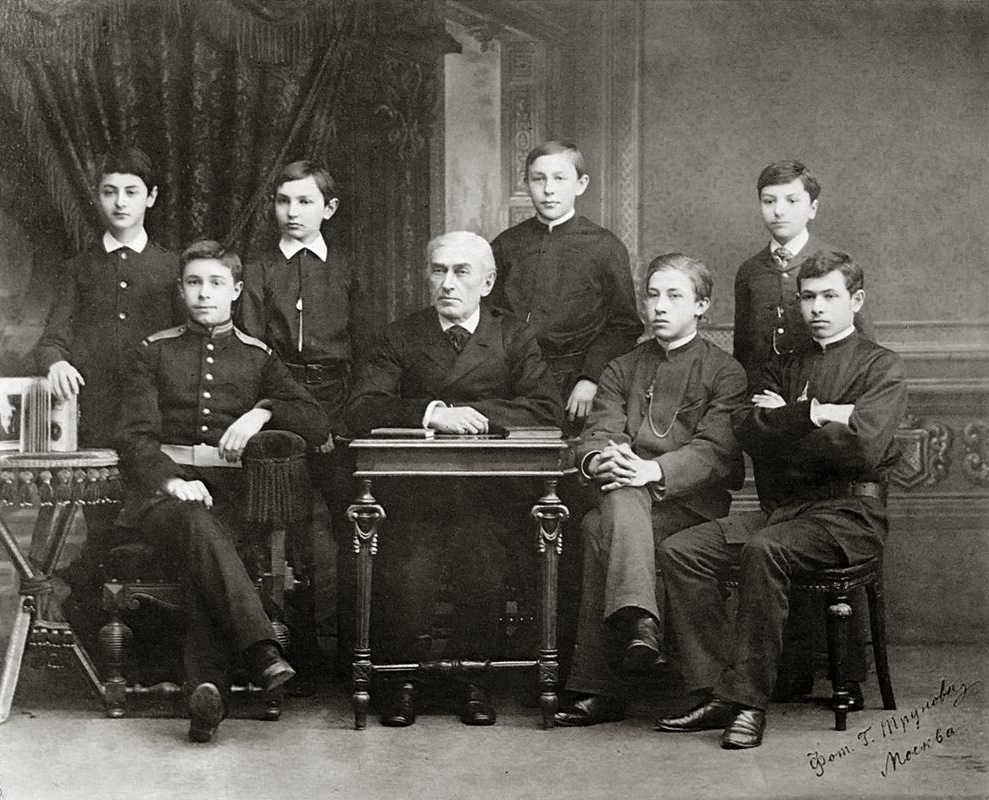
Zverev (au centre) et les élèves qu'il abritait, de gauche à droite, Samuelson, Scriabine, Maximov, Rachmaninoff, Chernyaev, Keneman et Pressman.

Les élèves passaient une audition avant d'étudier avec Zverev. Une fois acceptés, ils pouvaient passer chez lui.
Les souvenirs de Rachmaninoff sont intéressants : 

« Je suis entré chez Zverev avec le cœur lourd et avec de l'appréhension, ayant entendu parler de sa sévérité et de sa « main lourde », à laquelle il n'avait aucun scrupule à recourir. En effet, nous en avons eu la preuve un peu plus tard : Zverev avait du caractère, et pourrait se lancer sur une personne en agitant les poings, ou lancer un objet au contrevenant. J'avais été moi-même l'objet de sa fureur à trois ou quatre reprises...
Mais tous les autres propos sur ses manières exigeantes et sa sévérité étaient faux. C'était un homme d'une rare intelligence, généreux et gentil. Il forçait le respect parmi ses plus grands contemporains.
Effectivement, la discipline est entrée dans ma vie. À Dieu ne plaise que je quitte le piano cinq minutes avant mon temps de trois heures minimum ! Ou une note inachevée – ces cas étaient capables de le mettre dans une colère redoutable. Cependant, l'ensemble de nos réalisations ont été payées avec diligence : il nous a conduit, nous ses élèves, dans diverses maisons avec des concerts. Quand j'ai fini de jouer, Zverev a dit : « Maintenant, voilà comment il faut jouer du piano ! »
L'impression était qu'il était complètement fou à propos de nous, ses élèves. Il n'a jamais pris une seule pièce de monnaie pour paiement : ni leçons, ni pour la pension (après tout, nous vivions chez lui). Il nous habillait chez les meilleurs tailleurs, nous ne manquions jamais une création à Moscou, au théâtre – à l'opéra. Bien sûr, les mauvais concerts sont passés inaperçus. Et c'était une époque où il y avait tellement de choses à offrir : le cas des célèbres concerts historiques d'Anton Rubinstein, où nous avons eu l'occasion d'entendre tout ce qui a été le plus grand !
Zverev ne s'est jamais contenté de nous pousser à être pianistes. Il faisait généralement de son mieux, pour nous donner une éducation tous azimuts. Il était profondément intéressé par le genre de lecture que nous faisions »

Zverev exigeait beaucoup de choses de chaque élève, y compris la fréquentation obligatoire de l'opéra et les répétitions de musique de chambre. Tout au long de la semaine, les élèves pratiquaient de nombreuses heures, mais le dimanche, ils allaient se détendre, et il serait l'hôte d'une journée portes ouvertes. Dans l'après-midi et le soir, il invitait des personnalités musicales et intellectuelles de tous les coins de Moscou. Ses invités étaient Piotr Ilitch Tchaïkovski, Alexander Taneyev, Anton Arensky, Anton Rubinstein, Vassili Safonov, Alexander Siloti et d'autres musiciens, acteurs, avocats et professeurs. Lors de ces rassemblements, il ne permettrait pas de toucher au piano, à l'exception pour illustrer un point, parce que ces rencontres étaient pour ses étudiants.

### Élèves
Zverev n'acceptait que les étudiants de sexe masculin et les qualifiait d'« ourson » (en russe : зверята : son propre nom est dérivé du russe зверь, sens de la bête, ou de l’animal). Les noms suivants ont été parmi ses plus illustres élèves :
- Alexandre Goldenweiser ;
- Sergueï Rachmaninoff ;
- Alexandre Scriabine ;
- Alexandre Siloti ;
- Konstantin Igoumnov (1873–1948) enseigne au Conservatoire de Moscou ; donne des leçons à Natalia Satina, future femme de Rachmaninoff ;
- Fyodor Keneman (1873–1937) un ami de Rachmaninoff ;
- Leonid Maximov (1873–1904) mort à 29 ans ;
- Matvei Pressman (1870–1937) est à la direction du Conservatoire de Rostov.